# Себастиан фон Даун-Фалкенщайн
Себастиан фон Даун-Фалкенщайн (на немски: Sebastian von Dhaun-Falkenstein-Oberstein; * ок. 1540; † сл. 1558) от линията „Даун-Фалкенщайн“ на фамилията „Даун“, е граф на Даун-Фалкенщайн, господар на Оберщайн.

## Произход и управление
Той е син (осмото дете) на граф Вирих V фон Даун-Фалкенщайн (* ок. 1473; † 1546), губернатор на Равенсберг, и съпругата му графиня Ирмгард фон Сайн-Хомбург († 1551), наследничка на Лимбург ан дер Лене и Бройч, дъщеря на Себастиан I фон Сайн (1464 – 1498) и Мария фон Лимбург († 1525). Брат е на Каспар († 1576), Йохан († 1579), граф на Фалкенщайн-Лимбург, господар на Оберщайн, каноник на „Св. Гереон“ в Кьолн до 1546 г., Филип († 1554), граф на Даун-Фалкенщайн, господар на Оберщайн-Бройч, субдякон в катедралата на Кьолн до 1546 г., Вирих († 1543), убит в битка в Унгария, домхер в Майнц, и на Госвин. Сестрите му са Елизабет, абатиса на „Св. Квинтин“ в Нойс, Амьона († 1582), омъжена на 20 ноември 1542 г. за граф Гумпрехт II фон Нойенар-Алпен (1503 – 1556), и Анна († сл. 1530), канонеса в Есен, абатиса в Боргхорсте.
Себастиан е домхер в Страсбург, манастирски хер на „Св. Гереон“ в Кьолн. Чрез наследствения договор на баща му от 8 май 1546 г. и смъртта му в края на годината, той наследява господството Оберщайн. На 28 януари 1552 г. се съставя нов договор. Брат му Филип съставя нов договор в дворец Фалкенщайн на 5 януари ок. 1554 г., за да се сдобри с братята си, и умира малко след това. В този документ Себастиан трябва дефинитивно да получи господството Оберщайн с дворец и други.
Резиденцията му е в дворец Оберщайн. Себастиан фон Даун-Фалкенщайн-Оберщайн умира сл. 1558 г.

## Фамилия
Себастиан фон Даун-Фалкенщайн-Оберщайн се жени през 1558 г. за вилд и Рейнграфиня Елизабет фон Залм-Даун-Нойфвил (1540 – 1579), дъщеря на Филип Франц фон Залм-Даун-Нойфвил (1518 – 1561) и Мария Египтиака фон Йотинген-Йотинген (1520 – 1559). Те имат децата:
- Филип Франц фон Даун-Фалкенщайн († 1616), граф на Фалкенщайн, господар на Оберщайн, женен ок. 1593 г. за алтграфиня Елизабет фон Залм-Райфершайт (* 5 октомври 1571; † ок. 1616)
- Йохан Филип фон Даун (* 12 юли 1591)
- Фридрих Мелхиор фон Даун († ок. 1590)
- Емих фон Даун († 28 април 1635)
- Филип Фридрих фон Даун († 23 май 1615), домхер в Кьолн 1613
- Маргарета Сидония фон Даун, омъжена на 14 май 1587 г. във Вестхофен за граф Лудвиг фон Йотинген-Йотинген (* 30 юни 1559; † 31 март 1593)